# Chapters
Chapters是加拿大的超級廣場书店，为Indigo Books and Music的子公司。这家公司原来是Indigo的竞争对手。2001年合并后，两家公司继续以合并前的品牌进行运营。

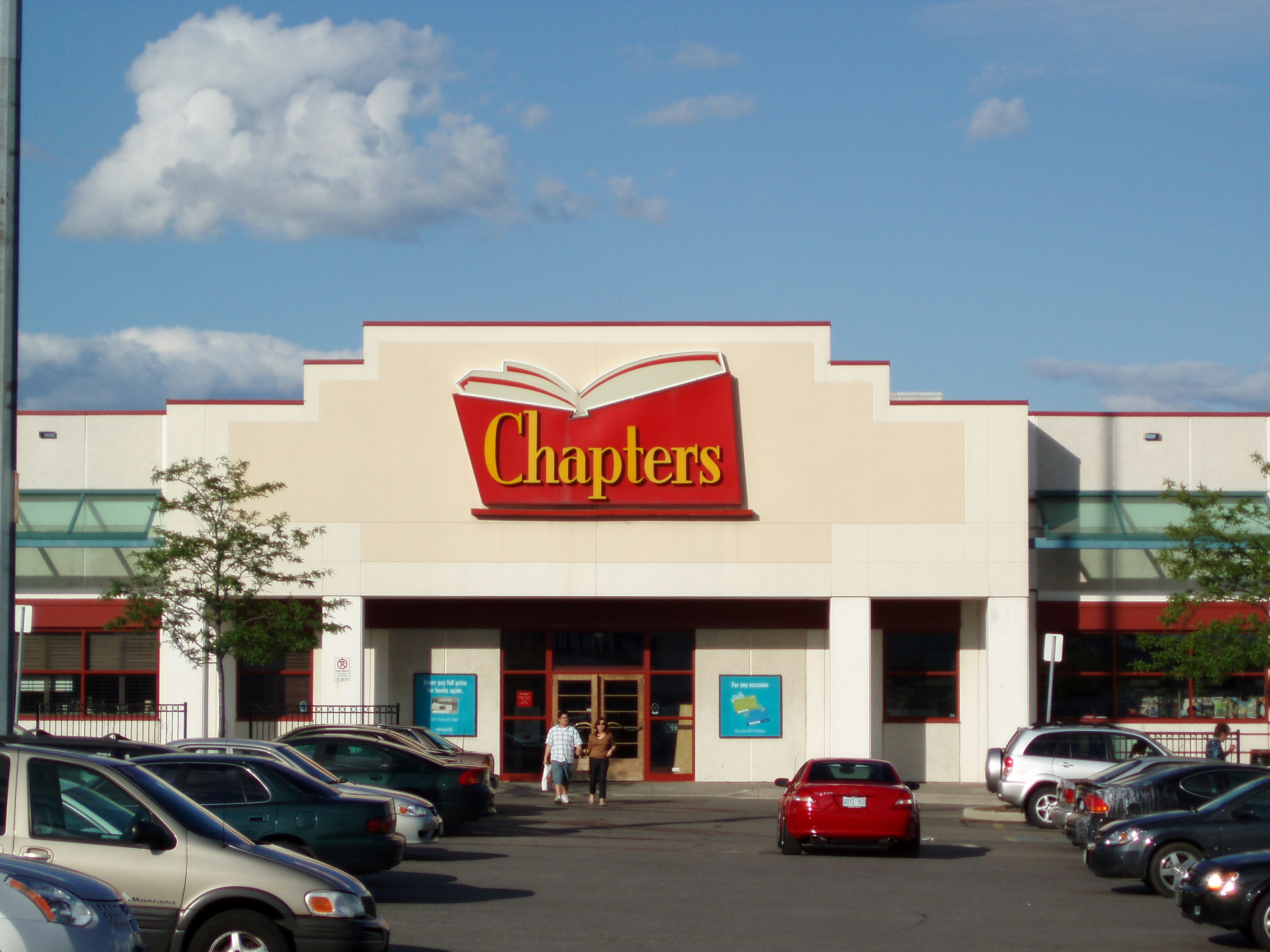
一个在万锦的Chapters

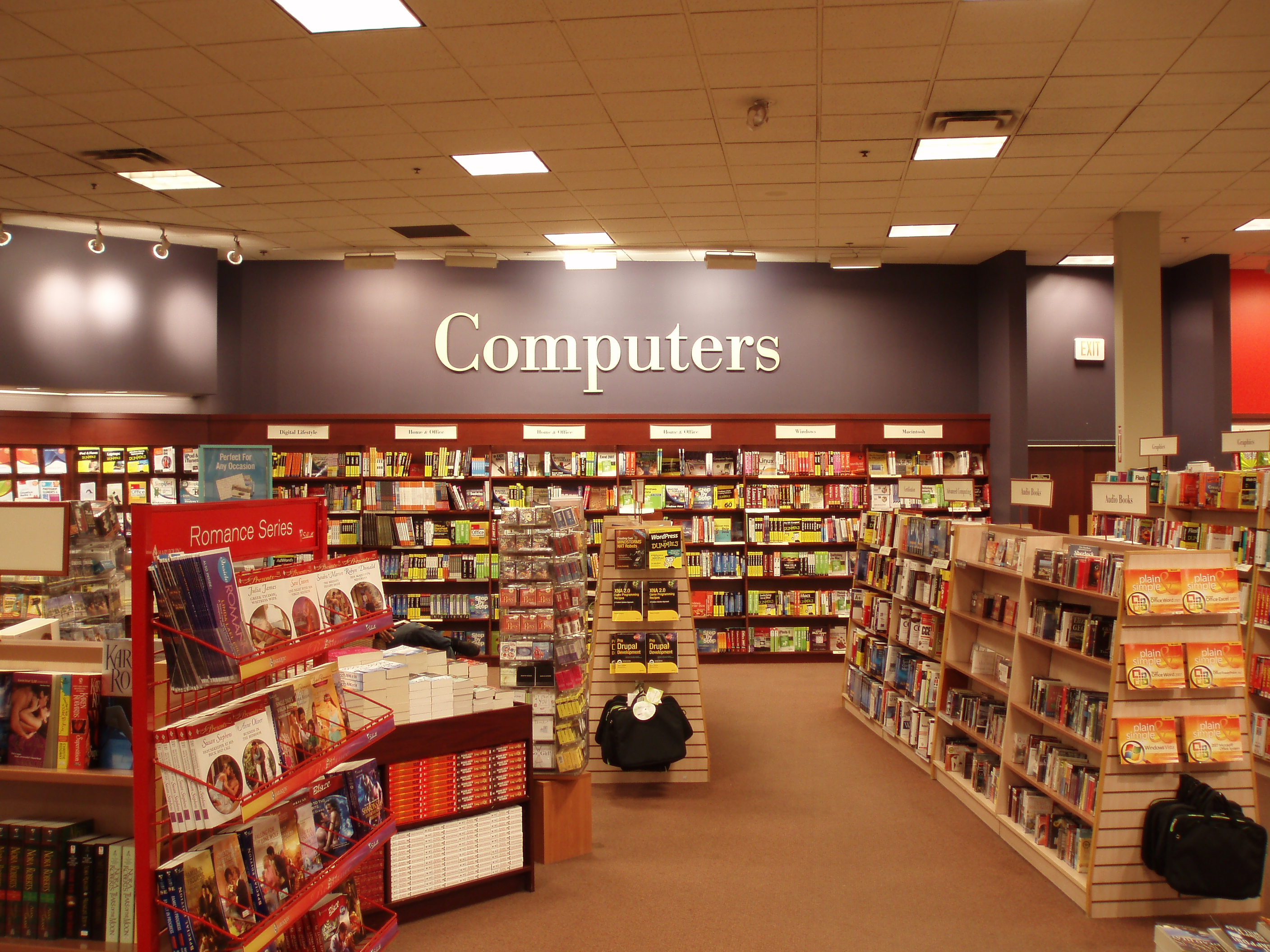
Inside Chapters in Markham, Ontario.

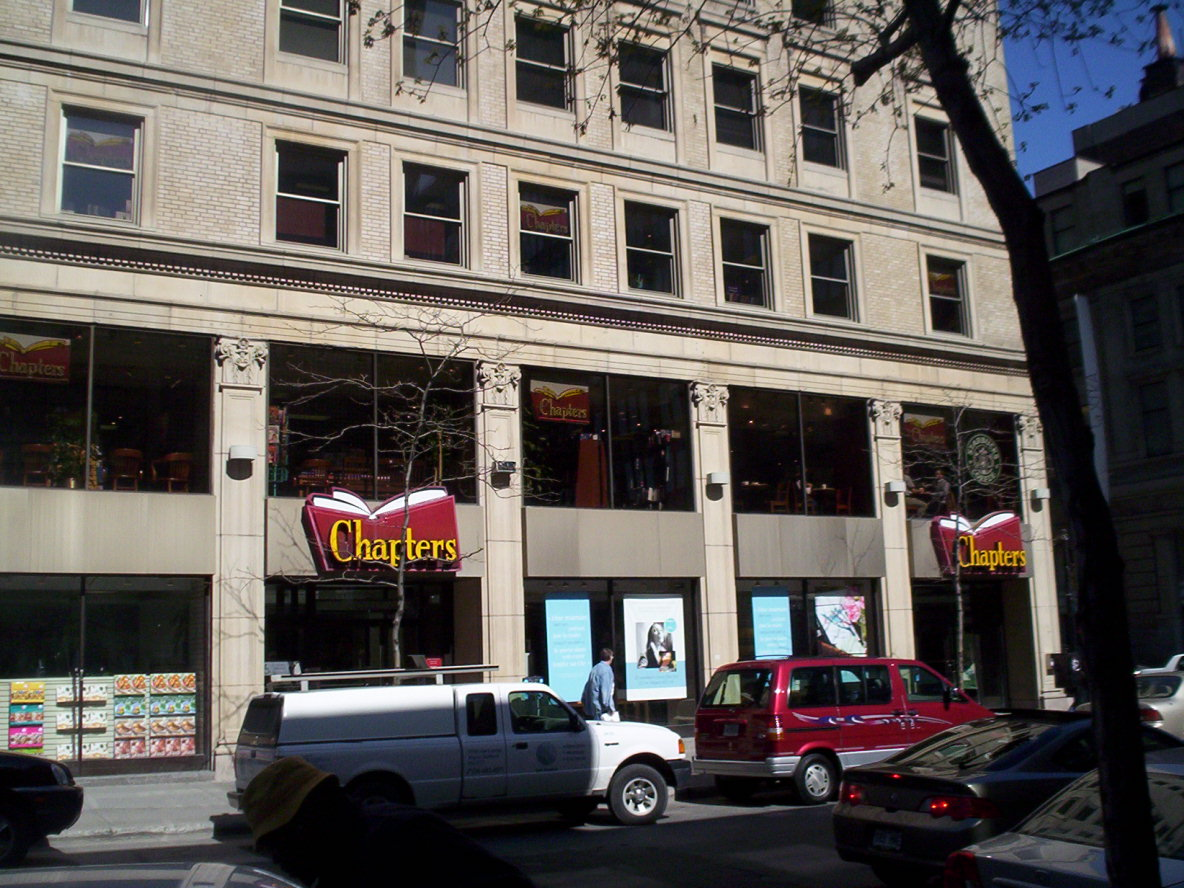
Chapters' Downtown Montreal store.

Chapters公司1999年由加拿大最大的两家连锁书店Coles和SmithBooks合并成立。2001初，Indigo成功收购Chapters。